# Інвернесс
Інверне́сс (англ. Inverness, шотл. гел. Inbhir Nis) — місто в центрі Шотландії, адміністративний центр області Гайленд.

## Географія
Інвернесс розташовано на північному сході Шотландії в гирлі річки Несс, що впадає в затоку Морі-Ферт. З місцем розташування міста пов'язана його назва — в перекладі з гельської вона означає гирло (або злиття) річки Несс.

## Клімат
Як і весь терен Британських островів, Інвернесс має океанічний клімат. Клімат затоки відносно м'який, місто перебуває в дощовій тіні переважаючих західних вітрів, у підсумку тут менше дощу і більше сонця, ніж на решті території Шотландії. Середня температура 5-12 °C, кількість опадів — 732 мм. і має рівно розподілені опади цілорічно. Згідно класифікації Кеппена клімат належить до підтипу «Cfb» (морський клімат західного узбережжя/океанічний клімат)
| Клімат Inverness (1981-2010)               | Клімат Inverness (1981-2010) | Клімат Inverness (1981-2010) | Клімат Inverness (1981-2010) | Клімат Inverness (1981-2010) | Клімат Inverness (1981-2010) | Клімат Inverness (1981-2010) | Клімат Inverness (1981-2010) | Клімат Inverness (1981-2010) | Клімат Inverness (1981-2010) | Клімат Inverness (1981-2010) | Клімат Inverness (1981-2010) | Клімат Inverness (1981-2010) | Клімат Inverness (1981-2010) |
| Показник                                   | Січ.                         | Лют.                         | Бер.                         | Квіт.                        | Трав.                        | Черв.                        | Лип.                         | Серп.                        | Вер.                         | Жовт.                        | Лист.                        | Груд.                        | Рік                          |
| Середній максимум, °C                      | 6,9                          | 7,3                          | 9,3                          | 11,6                         | 14,6                         | 16,9                         | 18,9                         | 18,6                         | 16,1                         | 12,6                         | 9,3                          | 7,0                          | 12,5                         |
| Середній мінімум, °C                       | 1,1                          | 1,2                          | 2,4                          | 4,0                          | 6,4                          | 9,3                          | 11,4                         | 11,2                         | 8,9                          | 6,0                          | 3,5                          | 1,2                          | 5,6                          |
| Середня кількість сонячних годин на місяць | 38,8                         | 72,7                         | 104,5                        | 135,5                        | 176,8                        | 143,1                        | 140,0                        | 133,9                        | 113,2                        | 84,2                         | 49,7                         | 27,8                         | 1220,1                       |
| Норма опадів, мм                           | 76.9                         | 58.6                         | 57.6                         | 39.4                         | 51.6                         | 59.3                         | 53.4                         | 59.5                         | 67.2                         | 78.1                         | 66.2                         | 65.0                         | 732.8                        |
| Днів з опадами                             | 14                           | 11                           | 14                           | 9                            | 11                           | 11                           | 10                           | 12                           | 12                           | 13                           | 13                           | 13                           | 143                          |
| ------------------------------------------ | ---------------------------- | ---------------------------- | ---------------------------- | ---------------------------- | ---------------------------- | ---------------------------- | ---------------------------- | ---------------------------- | ---------------------------- | ---------------------------- | ---------------------------- | ---------------------------- | ---------------------------- |

## Історія
У VI столітті до н. е. територію, де нині стоїть Інвернесс, населяли племена піктів. Відомо, що в декількох кілометрах на захід від сучасного міста знаходилася цитадель піктського короля Бруде I, якого приблизно в 565 року відвідав чернець Святий Колумба, проповідник християнства в Шотландії. Вважається, що перший замок Інвернесса, що був дерев'яною фортецею, було побудовано приблизно в 1057 році за наказом короля Малкольма III і згодом зруйнований королем Робертом Брюсом. Вільям Шекспір у п'єсі «Макбет» описав замок як резиденцію короля Макбета та місце загибелі Дункана I, що, втім, не відповідає реальним подіям.
У 1214 році король Вільгельм Лев надав Інвернессу чотири хартії, одна з яких дарувала йому статус королівського міста. У ті часи Інвернесс був досить процвітаючим портом, жителі якого займалися в основному рибальством. У 1233 році в місті було засновано домініканський монастир, а в середині XIII століття через річку Несс було перекинуто міст. У XV столітті Інвернесс пережив два спустошливих набіги — у 1411 році, незадовго до битви при Гарлоу, він був сильно пошкоджений пожежею, влаштованою за наказом Дональда Макдональда, лорда Островів, потім, у 1428 році, його пограбував й частково зруйнував Олександр Макдональд, лорд Островів.
У 1562 році за розпорядженням Джорджа Гордона, 4-го графа Гантлі, видного політичного діяча тих років, королеві Марії Стюарт було відмовлено у доступі в замок Інвернесса (на той час він був заново відбудований з каменю). Відкрита непокора графа призвела до того, що прихильники королеви з кланів Фрейзер й Манро захопили замок, повісили його коменданта, а самого Гантлі звинуватили в зраді. У 1644 році замість дерев'яного моста через Несс, що зруйнувався, було побудовано міст із каменю, який проіснував аж до 1849 року, поки не був зруйнований під час повені.
У середині XVII століття за часів протекторату Олівера Кромвеля на околиці міста за його наказом була зведена цитадель, яка вже у 1662 році була практично повністю розібрана задля будівництва шпиталю (збереглася лише годинникова башта). 16 квітня 1746 року неподалік від Інвернесса відбулася битва при Каллодені. У цій битві шотландське ополчення Карла Едуарда Стюарта було розбите англійцями під проводом герцога Камберлендського.
У XVIII столітті Інвернесс залишався досить процвітаючим портовим містом. Найважливішими галузями економіки були пивоварна промисловість та виробництво віскі, а у XIX столітті розпочався розвиток суднобудування, дублення шкір, вівчарства та експорту вовни. 1882 рік було ознаменовано відкриттям Каледонського каналу, який зв'язав Інвернесс із західним узбережжям Шотландії. У 1855 році в місті з'явилося перше залізничне сполучення. 7 вересня 1921 року в Інвернесі відбулося екстрене засідання Кабінету міністрів Великої Британії — єдине в історії, що відбулося за межами Лондона, — коли прем'єр-міністр Девід Ллойд Джордж, у той час перебував на відпочинку на півночі Шотландії, ініціював зустріч уряду, щоб обговорити критичну ситуацію, пов'язану з боротьбою за незалежність в Ірландії.
У XX столітті місто досить активно розвивалося — за століття його населення зросло більш ніж удвічі, склавши до початку XXI століття більше 50 000 мешканців. У 2000 році Інвернесс офіційно отримав статус міста.

## Демографія
Населення Інвернессу зросло з 40 949 в 2001 році до 46 870 в 2012 році. Інвернесс — одне з найбільш швидкозростаючих міст Європи, та займає п'яте місце з 189 британських міст за якістю життя, що є найвищою з усіх шотландських міст.

## Освіта
У місті розташовано Університет Північно-Шотландського нагір'я та островів

## Економіка
У недавньому минулому Інвернесс зазнав бурхливого економічного зростання: між 1998 та 2008 роками Інвернесс та решта центрів гірських районів Шотландії показали найбільше зростання середньої економічної продуктивності на людину в Шотландії та другий найбільший приріст у Великій Британії в цілому, зі збільшенням на 86 %.

## Транспорт
Від єдиного залізничного вокзалу Інвернесса відходять поїзди до Перта, Единбурга, Глазго, Лондона, Абердина, Терсо, Віка і Кайл-оф-Лохалша.
Інвернесс має власний аеропорт за 15 км від міста, звідки виконуються рейси на Лондон, Манчестер, Белфаст.
Порт Інвернесса розташовано в гирлі річки Несс, він обслуговує до 300 суден на рік.

## Відомі люди
Шейла Гіллан (*1987) — шотландська акторка і колишня модель, найкраще відома завдяки ролі Емі Понд у серіалі Доктор Хто.

## Міста-побратими

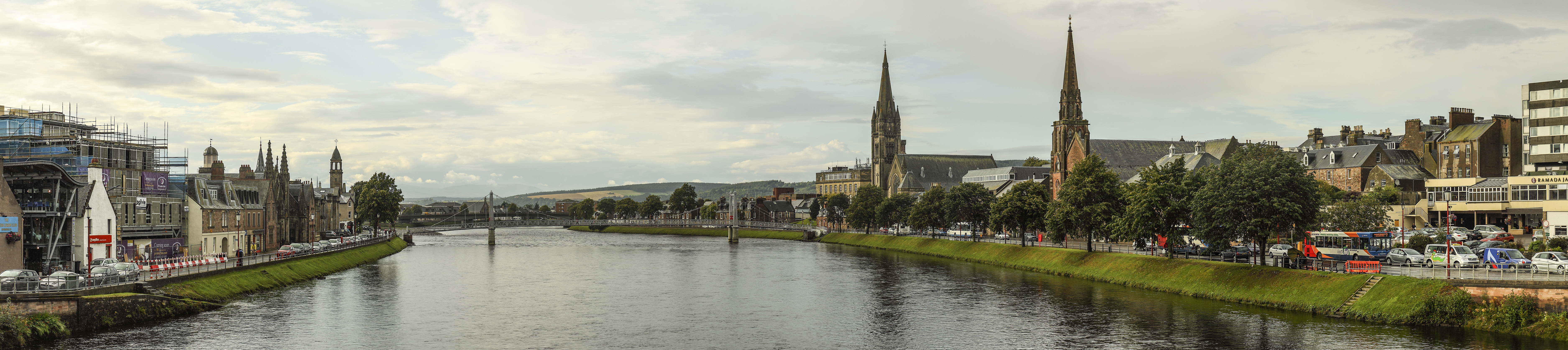

- Аугсбург, Німеччина (1956)
- Сен-Валері-ан-Ко, Франція
- Юллюш, Франція[1]